# James Brendan Connolly
James Brendan Bennet Connolly (Boston, 28 oktober 1868 – New York, 20 januari 1957) was een Amerikaans atleet en schrijver. Op 6 april 1896 werd hij de eerste olympische kampioen in de moderne tijd.

## Biografie

### Jeugd
Connolly was een van de twaalf kinderen van de visser John Connolly en zijn vrouw Ann O'Donnell. Het was een arm gezin; James Connolly volgde alleen de lagere school. Daarna werkte hij als klerk bij een verzekeringsmaatschappij en later voor het United States Army Corps of Engineers in Savannah (Georgia). Daar kwam ook zijn aanleg voor sport tot wasdom. Hij vormde een American Football-ploeg en was voorzitter van een wielerclub.
Ontevreden met zijn opleiding ging hij aan zelfstudie doen. In 1895 deed hij met succes toelatingsexamen voor de Harvard-universiteit.

### Olympische Spelen
In 1894 werd het Internationaal Olympisch Comité opgericht. De eerste Spelen van de moderne tijd, de Olympische Zomerspelen 1896, werden toegewezen aan Athene en Connolly besloot meteen mee te doen. Hij kreeg evenwel geen toestemming van zijn universiteitscoach om zo lang afwezig te zijn. 'Welke spelen? In welk Athene?' vroeg deze zich af. Zijn professor, zelf beschermheer van de atletiekclub, gaf hem de raad dan maar uit Harvard te vertrekken. Daarop besloot Connolly zijn studie te beëindigen en sloot zich aan bij de kleine Suffolk Athletic Club in South Boston. Toen de dag van het vertrek dichterbij kwam, werd hem het insigne van de club overhandigd, een gouden hertenkop. In plaats van de 325 dollar die nodig waren voor de reis, konden ze hem echter maar 250 dollar ter beschikking stellen. Twee priesters van de St.-Augustinuskerk, enthousiaste sportliefhebbers, besloten een taartenverkoop te organiseren om het resterende bedrag te verzamelen. Mevrouw Sabina Lydon bakte de taarten, die werden verkocht tegen 5,25 dollar. Op deze wijze werd meer dan 90 dollar ingezameld, waarna Connolly op 20 maart 1896 in New York toch met zijn ploegkameraden aan boord kon gaan van de oceaanreus Fulda. De reis verliep via Bremen, Gibraltar, Napels, dan met de trein naar Brindisi en vandaar weer per boot naar Patras. In Italië werd hij prompt beroofd en raakte bijna zijn toegangsbewijs voor de Spelen kwijt. Pas nadat hij de dief achterna had gezeten, kreeg hij het weer terug.

### Allereerste olympische kampioen
De eerste finale op de openingsdag van de Spelen was het hink-stap-springen, een van de onderdelen waarop Connolly uitkwam. De sprong werd toen nog uitgevoerd door vanuit stand twee keer hinken en dan te springen. Met een sprong van 13,71 m bleef hij de concurrentie meer dan een meter voor. Die afstand overbrugde hij overigens pas in zijn laatste beurt. Tot dat moment ging de in Griekenland woonachtige Fransman Alexandre Tuffère aan de leiding. Voorafgaand aan zijn laatste beurt legde de Amerikaan zijn petje ongeveer een meter voorbij de door Tuffère bereikte afstand, blies, alvorens zijn aanloop te nemen, zenuwachtig in de palmen van zijn handen (wat de Griekse kranten ertoe bracht te schrijven dat hij voor de overwinning had gebeden) en kwam met zijn sprong tot aller verrassing precies bij het door hem op de grond gedeponeerde kledingstuk uit. De kleine Amerikaanse kolonie, aangevuld met in Athene verblijvende Amerikaanse zeelui, vierde Connolly's zege met een speciale yell, die door de Grieken met de grootste verbazing werd aangehoord.
Hij kreeg de eerste zilveren medaille uit de moderne tijd; gouden medailles werden pas later ingevoerd.
Door zijn winst werd Connolly de eerste olympische kampioen sinds 385, toen de Athener Zopyros het pankration won. Andere bronnen noemen de Armeniër Varasdates, die in 369 het boksen won.
Connolly werd ook gedeeld tweede bij het hoogspringen (1,65) en derde bij het verspringen (5,84). Thuis in Boston werd hij enthousiast ontvangen en kreeg hij van zijn buurtgenoten een horloge, dat wel van goud was.
Hij deed ook mee aan de Olympische Spelen van 1900 in Parijs, maar slaagde er niet in zijn titel te prolongeren. Met 13,97 werd hij tweede.

### Schrijver
James Connolly woonde ook de Olympische Spelen van 1904 bij, echter niet meer als deelnemer, maar als journalist. Daarvoor had hij al, voor de krant Boston Globe, verslagen geschreven van de Spaans-Amerikaanse Oorlog. Hij ontwikkelde zich tot een autoriteit op maritiem gebied en bracht veel tijd door op allerlei vracht-, vissers- en marineschepen. In totaal publiceerde hij meer dan 200 korte verhalen en 25 romans, voor het merendeel beschrijvingen van het zeemansleven. Gedurende de Eerste Wereldoorlog was hij oorlogscorrespondent. In 1920 maakte hij deel uit van de bemanning van de schoener "Esperanto", die de eerste International Fishing Schooner Championship Races won in Halifax (Nova Scotia).
Daarnaast was hij tweemaal parlementskandidaat voor de Progressive Party van Theodore Roosevelt, maar hij werd niet in het Amerikaans Congres gekozen.
Connolly keerde nooit terug naar Harvard om zijn studie af te maken, maar kreeg in 1948 wel de atletiek-sweater van de universiteit. Een jaar later werd hem een eredoctoraat aangeboden, maar dit weigerde hij. Hij overleed in New York op 88-jarige leeftijd.

## Titels
- Olympisch kampioen hink-stap-springen - 1896

## Persoonlijke records
| Onderdeel          | Prestatie | Datum         | Plaats |
| ------------------ | --------- | ------------- | ------ |
| verspringen        | 6,11 m    | 7 april 1896  | Athene |
| hink-stap-springen | 13,97 m   | 16 juli 1900  | Parijs |
| hoogspringen       | 1,65 m    | 10 april 1896 | Athene |

## Palmares

### hoogspringen
- 1896:  OS - 1,65 m

### verspringen
- 1896:  OS - 6,11 m

### hink-stap-springen
- 1896:  OS - 13,71 m (OR)
- 1900:  OS - 13,97 m

1896: James Connolly ·
1900: Meyer Prinstein ·
1904: Meyer Prinstein ·
1908: Tim Ahearne ·
1912: Gustaf Lindblom ·
1920: Vilho Tuulos ·
1924: Nick Winter ·
1928: Mikio Oda ·
1932: Chuhei Nambu ·
1936: Naoto Tajima ·
1948: Arne Åhman ·
1952: Adhemar da Silva ·
1956: Adhemar da Silva ·
1960: Józef Szmidt ·
1964: Józef Szmidt ·
1968: Viktor Sanjejev ·
1972: Viktor Sanjejev ·
1976: Viktor Sanjejev ·
1980: Jaak Uudmäe ·
1984: Al Joyner ·
1988: Christo Markov ·
1992: Mike Conley ·
1996: Kenny Harrison ·
2000: Jonathan Edwards ·
2004: Christian Olsson ·
2008: Nelson Évora ·
2012: Christian Taylor ·
2016: Christian Taylor ·
2020: Pedro Pablo Pichardo ·
2024: Jordan Díaz
- Bibliothèque nationale de France: cb17700457d (data)
- Gemeinsame Normdatei: 1146401086
- International Standard Name Identifier: 0000 0000 6401 6897
- Library of Congress Control Number: no90002215
- Nationale Bibliotheek van Tsjechië: mub2012685238
- Nationale bibliotheek van Australië: 36567811
- Nationale Bibliotheek van Israël: 987007428838105171
- SNAC: w6g45tmf
- Système universitaire de documentation: 133212580
- Trove: 1297072
- Virtual International Authority File: 48785208
- WorldCat: E39PBJxcVgCJ3kV4mCTMXpyjmd